# Zalutschia paratatrica
Zalutschia paratatrica är en tvåvingeart som först beskrevs av Chernovskij 1949.  Zalutschia paratatrica ingår i släktet Zalutschia och familjen fjädermyggor. Inga underarter finns listade i Catalogue of Life.